# Victor Fayod
Victor Fayod (23 novembre 1860 – Blois, 28 aprile 1900) è stato un micologo svizzero.
Studiò a Losanna e Zurigo, dal 1881 al 1882 collaborò con Heinrich Anton de Bary (1831–1888) a Strasburgo e fu anche assistente del batteriologo francese André Chantemesse (1851–1919) a Parigi

## Pubblicazioni
Fayod, V. (1889). Prodrome d'une histoire naturelle des Agaricinés. Annales des Sciences Naturelles Botanique, Série 7 9: 181-411, tab.